# Марион (Кипр)
Марион (греч. Μάριον) — один из десяти городов-государств древнего Кипра. Он располагался на северо-западе острова на берегу залива Хрисоху в нынешнем регионе Пафос, вблизи города Полис. Марион упоминают в своих трудах Страбон и Плиний Старший.
Город был основан в VII веке до н. э. и со временем сильно разбогател за счёт близлежащих рудников золота и меди. Марион также служил в качестве важного торгового порта, где проходил крупный поток металла и древесины. В настоящее время в той же гавани находится современный порт Лачи, возле которого можно увидеть и останки древнего порта.
В 450 году до н. э. город был завоёван афинским полководцем Кимоном во время его похода на Кипр с целью установления афинского господства в Восточном Средиземноморье. В 312 году до н. э. Марион был уничтожен Птолемеем I, а спустя некоторое время был восстановлен на новом месте в виде уже нового города Арсиноя.
Первые раскопки в этом регионе были осуществлены шведской экспедицией между 1927 и 1931 годом. Затем там проводил раскопки департамент древностей Кипра, а с 1983 года там работала экспедиция из Принстонского университета..